# Cantone di Thèze
Il Cantone di Thèze era una divisione amministrativa dell'arrondissement di Pau.
È stato soppresso a seguito della riforma complessiva dei cantoni del 2014, che è entrata in vigore con le elezioni dipartimentali del 2015.
Comprendeva i comuni di:
- Argelos
- Astis
- Aubin
- Auga
- Auriac
- Bournos
- Carrère
- Claracq
- Doumy
- Garlède-Mondebat
- Lalonquette
- Lasclaveries
- Lème
- Miossens-Lanusse
- Navailles-Angos
- Pouliacq
- Sévignacq
- Thèze
- Viven